# Paul Gallacher
Paul Gallacher (ur. 16 sierpnia 1979 w Glasgow) – szkocki piłkarz, występujący na pozycji bramkarza.
Profesjonalną karierę rozpoczął w 1997 w klubie Dundee United. Rozegrał w tym klubie 121 meczów. Następnie w roku 2004 został sprzedany do Norwich City, ale tam był rezerwowym zawodnikiem i postanowił zmienić klub. W roku 2008 przeszedł do Dunfermline Athletic na 1 rok, następnie do
St. Mirren FC na 2 lata. W roku 2011 wrócił do Dunfermline Athletic. Następnie grał w Ross County i Partick Thistle. W 2016 trafił do Heart of Midlothian.